# بئر الفقير

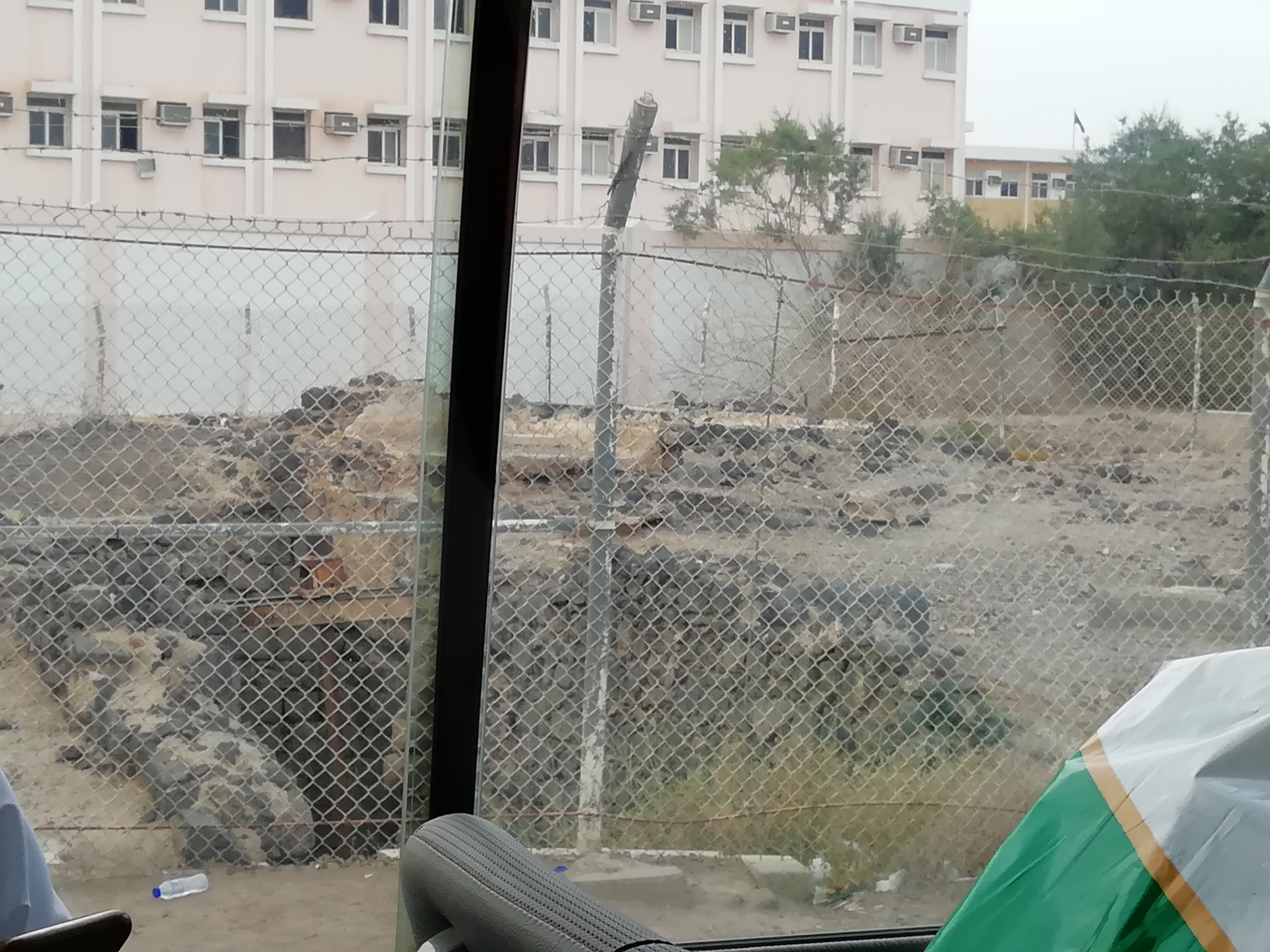
بئر الفقير أو بئر سلمان الفارسي

الفقير أو بئر سيدنا سلمان الفارسي أو بئر الميثب هي مزرعة في المدينة المنورة كانت لامراة يهودية كانت تملك عبد يعمل في المزرعة كان هذا في عهد الرسول محمد صلى الله عليه واله وسلم عندها ذهب الرسول إلى المزرعة لينفذ امر الله بشراء العبد وكان العبد هو سلمان الفارسي  وكان مع الرسول  علي بن ابي طالبوتوضؤ من البئر المسماة ببئر الفقير نسبة للمزرعة وتقع المزرعة في العوالي بجوار ثانوية الأمير محمد بن عبد العزيز. 
وبجانب البئر موضع بئر الفقير